# 栃木県道121号壬生停車場線

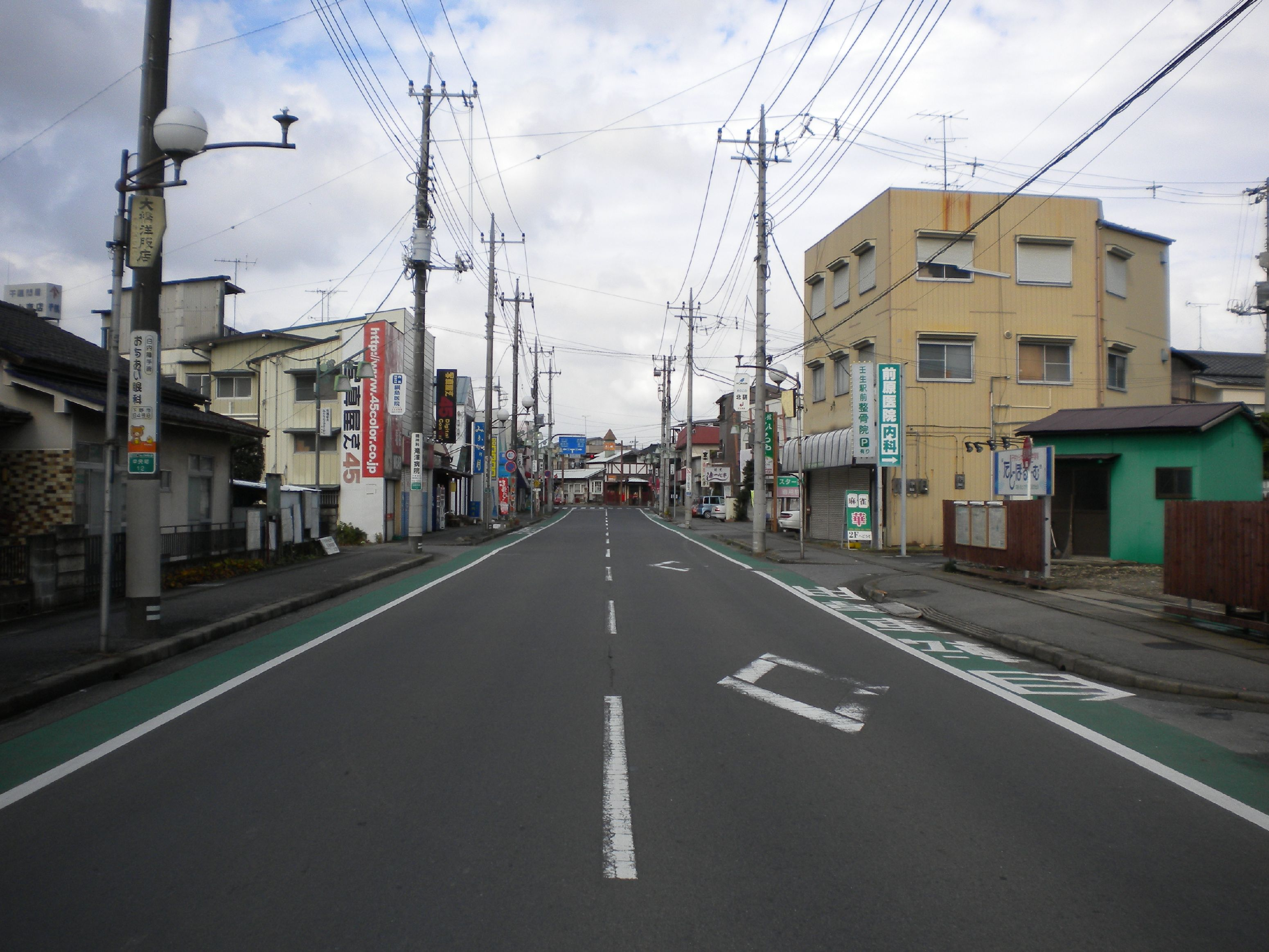
終点付近より始点方面を望む

栃木県道121号壬生停車場線（とちぎけんどう121ごう みぶていしゃじょうせん）は、栃木県下都賀郡壬生町に位置する一般県道である。

## 概要
栃木県南部の町・壬生町の玄関口である壬生駅と壬生市街地を南北に貫く蘭学通り（県道小山壬生線を結ぶ路線。沿線には蘭学通りから連続した古くからの商店が立ち並んでいる。

## 路線データ
- 総延長：0.176km[1]
- 実延長：0.176km[1]
- 起点：栃木県下都賀郡壬生町中央町（壬生停車場）
- 終点：栃木県下都賀郡壬生町中央町（壬生駅入口交差点＝栃木県道18号小山壬生線交点）
- 認定：1961年（昭和36年）4月1日

## 沿線施設
- 東武鉄道宇都宮線壬生駅
- 栃木信用金庫壬生支店

## 歴史
- 1961年（昭和36年）4月1日 - 一般県道として認定。